# Ferdinand Julius Ernst Friedensburg
Ferdinand Julius Ernst Friedensburg (né le 27 octobre 1824 à Beeskow, mort le 5 mars 1891 à Sanremo) est haut-bourgmestre de Breslau de 1879 à 1891.

## Biographie
À quatre ans, il arrive à Breslau, où son père est nommé inspecteur des impôts. En 1831, il entre au lycée Sainte-Élisabeth de Breslau. En 1843, il obtient sa maturité. Il s'inscrit à l'université locale pour étudier le droit. Pendant ses études de 1843 à 1846, il est élu président de sa Burschenschaft pour ses qualités de meneur.
Après avoir réussi à ses examens, il intègre le tribunal de Breslau comme greffier. Il sort de son service militaire en tant qu'officier. À la suite du second examen d'État, il rejoint Freystadt puis Liegnitz. En 1861, il revient à Breslau. En 1865, il quitte la carrière judiciaire pour devenir un avocat réputé.
En 1879, Max von Forckenbeck démissionne de son poste de bourgmestre de Breslau pour être celui de Berlin. Friedenburg est élu à sa place.
Sous son mandat, Breslau se développe fortement : éclairage électrique, nouveaux bâtiments scolaires, transformation du service médical urbain et prise en charge de la santé publique, bibliothèque, création d'une caisse de retraite (au sens libéral), installation du tramway électrique, apparition des ponts en acier, mise en place d'un contrôle des inondations...
Friedensburg représente la seconde ville de Prusse à la Chambre des seigneurs de Prusse ainsi qu'au parlement provincial de Silésie (de). Au sein du Parti progressiste allemand, il est très actif et en devient le président.
Afin de récupérer d'une maladie grave, il se rend fin 1890 en Italie, à Sanremo. Il meurt cinq jours avant la fin de son mandat, le 10 mars 1891.

## Famille
Ferdinand Julius Ernst Friedensburg épouse Clara Franz et a trois enfants. Sa plus jeune fille, Gertrud, l'accompagne lors de son voyage en Italie.
Son fils Ferdinand devient avocat et spécialiste de la numismatique médiévale et moderne. Son petit-fils Ferdinand Friedensburg (1886–1972), fils de Walter (de), lieutenant-général de l'armée de l'air de l'Empire allemand, est bourgmestre-gouverneur de Berlin de décembre 1946 à février 1951. Son arrière-petit-fils Ferdinand Friedensburg (1917–2009) est ambassadeur à Madagascar.